# 台北行旅広場
台北行旅広場（繁体字中国語: 臺北行旅廣場、英語: Taipei Travel Plaza、旧称交六広場）は台北市中正区にある公園 。
併設されている台北聯営公車の停留所「交六公車站」についても本項で述べる。

## 概要
夏季ユニバーシアード（2017年夏開催）を控え、開催都市である台北市のメインゲートとなる台北駅周辺では台北市長の柯文哲が提出した再開発プロジェクト西区門戸計画（繁体字中国語: 西區門戶計畫）により、2016年に台北府城北門敷地を跨ぐ北門高架橋が数日で撤去されるなど、急速に再開発や美観事業、緑化事業が進行していた。同年秋には台北駅西側にある国道客運（高速バス）のバスターミナル（台北西站A棟、台北西站B棟）も西区門戸計画の進展により廃止、撤去され大半の公路客運路線は台北転運站に移転した。
跡地には北側に元からあった緑地帯を併合する形で総面積約1.6ヘクタールの公園が2017年1月26日に完工、開放された。交通量が著しく多い台北駅周辺でも特に台北への通勤客や観光客が行き交う駅南西側に位置し、喧噪な市街地の中に忽然と現れたオアシスとなるべく緑地空間として整備された。その後4月29日午前10時30分に広場南方に「交六公車站」が供用を開始した。ユニバーシアード関連工事に従事した移民工（主にインドネシア出身）を労うためにラマダン明けの6月25日に市観光伝播局が「2017台北イード祭」を当地で開催している。
その後も緑化事業が続けられ、同年夏に行政院公共工程委員会が選定する「2017国家卓越建設獎」最優秀施工品質部門で「優質奨」を獲得している。

## 命名
従来の名称は「交六広場」（長距離バスターミナルの台北転運站は通称「交九」）だったが、台北市政府が2016年12月26日から1週間オンラインで実施した公募活動（i-Voting）で最多得票を獲得し、現名称に決定された。
命名は「国内外の観光客がここで多様な台北を感じたり、市外住人の帰宅が便利なものになることを期待でき、この広場の開放が台北の故事の新しい序幕となる」という概念が込められている。
投票結果
1. 「台北行旅広場（繁体字中国語: 臺北行旅廣場）」：863票
2. 「川流之心（Heart of the Hub）」：639票
3. 「台北緑駅（繁体字中国語: 臺北綠驛、Taipei Green Station Plaza）」：578票
4. 「西站広場（繁体字中国語: 西站廣場、West Station Plaza） 」：262票
5. 「六鉄通広場（繁体字中国語: 六鐵通廣場、Railways Plaza）」：140票
6. 「好緑地（繁体字中国語: 好綠地、Verdant Plaza）」：56票
7. 「迎賓広場（繁体字中国語: 迎賓廣場、Guest Greeting Plaza）」：51票

## 交六公車站
台北駅南側の忠孝西路にある「台北車站(忠孝)」停留所が正式名称である。通称は駅の真南にあるものが両車線とも「交七公車站」、西行き車線の南西側行旅広場にあるものが「交六公車站」とされている。台北聯営公車の一部路線が交六発着となった。忠孝西路に直接面した乗り場と、内側に増設されたホームの2レーンで構成されている。
従来交七に停車していた新北市方面の数路線が交六側発着に変更された。
これにより手狭な駅前で渋滞を起こしていたバス路線の混雑緩和が達成された。北側の広場は5,056平方メートルで1,500-2,000人が収容できるため、
各種イベント開催時や市民の利用時でもバス待ちの乗客との分離もできるようになった。
発着路線
| 路線             | 運行事業者            | 区間                                | 備考                               |
| ---------------- | --------------------- | ----------------------------------- | ---------------------------------- |
| 274              | 大都会客運            | 蘆洲 - 台北車站                     | 忠孝西路側ホーム使用               |
| 539              | 首都客運              | 三重 - 台北車站                     | 忠孝西路側ホーム使用               |
| 600              | 中興巴士・ 光華巴士   | 捷運南港展覧館駅 - 台北車站         | 忠孝西路側ホーム使用。旧忠孝新幹線 |
| 14               | 大都会客運            | 蘆洲 - 台北車站                     |                                    |
| 39（夜間含む）   | 三重客運              | 三重 - 台北車站                     |                                    |
| 232副            | 三重客運              | 蘆洲 - 捷運蘆洲駅 - 松山車站        |                                    |
| 299（299區含む） | 三重客運・ 大都会客運 | 新荘 - 台北車站・松山商職・永春高中 |                                    |
| 652              | 大都会客運            | 新荘 - 麗寶大樓                     |                                    |
| 藍1              | 三重客運              | 蘆洲 - 台北車站                     | 新北市公車に属する                 |

## 周辺
- 台北駅（東側）

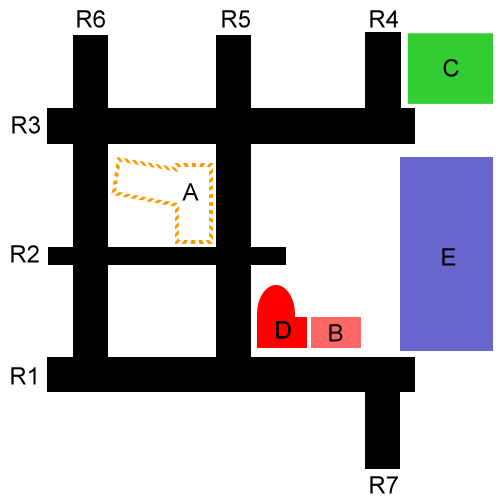
台北駅周辺図。広場は旧台北西站A・B（図中DとB）の位置にある

- 台北車站駅 (桃園捷運)、台北双子星（北側）
- 北門広場（西側）